# Färöische Fußballmeisterschaft 1962
Die Färöische Fußballmeisterschaft 1962 wurde in der Meistaradeildin genannten ersten färöischen Liga ausgetragen und war insgesamt die 20. Saison. Sie startete am 13. Mai 1962 mit dem Spiel von KÍ Klaksvík gegen B36 Tórshavn und endete am 15. Juli 1962.
Meister wurde B36 Tórshavn, die den Titel somit zum fünften Mal erringen konnten. Titelverteidiger KÍ Klaksvík landete auf dem zweiten Platz.
Im Vergleich zur Vorsaison verschlechterte sich die Torquote auf 2,82 pro Spiel, was den niedrigsten Schnitt seit 1951 bedeutete. Den höchsten Sieg erzielte TB Tvøroyri mit einem 5:1 im Heimspiel gegen HB Tórshavn, was zugleich das torreichste Spiel darstellte.

## Modus
In der Meistaradeildin spielte jede Mannschaft an sechs Spieltagen jeweils zwei Mal gegen jede andere. Die punktbeste Mannschaft zu Saisonende stand als Meister dieser Liga fest, eine Abstiegsregelung gab es nicht.

## Saisonverlauf
B36 Tórshavn gab nur am ersten Spieltag beim 0:3 im Auswärtsspiel gegen KÍ Klaksvík Punkte ab, die restlichen fünf Spiele wurden allesamt gewonnen, so auch das Rückspiel gegen KÍ mit einem 3:0. Da KÍ Klaksvík zusätzlich am zweiten Spieltag eine 0:2-Auswärtsniederlage gegen HB Tórshavn kassierte, brachte das letzte Spiel die Entscheidung und B36 Tórshavn gewann durch einen 1:0-Heimsieg gegen TB Tvøroyri den Titel.

## Abschlusstabelle
| Pl. | Verein          | Sp. | S | U | N | Tore    | Quote | Punkte |
| --- | --------------- | --- | - | - | - | ------- | ----- | ------ |
| 1.  | B36 Tórshavn    | 6   | 5 | 0 | 1 | 008:300 | 2,67  | 10:20  |
| 2.  | KÍ Klaksvík (M) | 6   | 4 | 0 | 2 | 010:500 | 2,00  | 08:40  |
| 3.  | HB Tórshavn     | 6   | 2 | 0 | 4 | 006:130 | 0,46  | 04:80  |
| 4.  | TB Tvøroyri (P) | 6   | 1 | 0 | 5 | 007:100 | 0,70  | 02:10  |

Platzierungskriterien: 1. Punkte – 2. Torquotient
| (M) | Meister 1961     |
| (P) | Pokalsieger 1961 |

## Spiele und Ergebnisse
|              | B36 | HB     | KÍ  | TB  |
| ------------ | --- | ------ | --- | --- |
| B36 Tórshavn |     | 0-:- 1 | 3:0 | 1:0 |
| HB Tórshavn  | 0:2 |        | 2:0 | 3:2 |
| KÍ Klaksvík  | 3:0 | 4:0    |     | 1:0 |
| TB Tvøroyri  | 0:2 | 5:1    | 0:2 |     |

## Spielstätten
| Mannschaft   | Stadion        | Spielort |
| ------------ | -------------- | -------- |
| B36 Tórshavn | Gundadalur     | Tórshavn |
| HB Tórshavn  | Gundadalur     | Tórshavn |
| KÍ Klaksvík  | Við Djúpumýrar | Klaksvík |
| TB Tvøroyri  | Sevmýri        | Tvøroyri |

## Nationaler Pokal
Im Landespokal gewann HB Tórshavn mit 2:1 gegen TB Tvøroyri. Meister B36 Tórshavn schied in der Qualifikationsrunde mit 0:6 gegen HB Tórshavn aus.